# Rochetaillée-sur-Saône
Rochetaillée-sur-Saône è un comune francese di 1 540 abitanti situato nella metropoli di Lione della regione Alvernia-Rodano-Alpi.

## Società

### Evoluzione demografica
Abitanti censiti